# 맥스 킴
맥스 킴은 대한민국의 래퍼다. 2022년 싱글 《SOLDIER》로 데뷔했다.

## 방송
- 드랍더비트 (2022) - Top10(7위)
- 쇼미더머니 11 (2022) - Top44
- 랩컵 (2024) - Top16(12위)

## 음반
- Drop The Bit (드랍 더 비트) The 3rd round part 1 (2022)
- SOLDIER (2022)
- MAX VICE (2022)
- Beauty in the struggle (2022)
- Under GOD (2022)
- Ground Zero (2022)

## 기타
- 부현석 <국 REMIX> (2022) - 피처링, 작사
- 록스 펑크맨 <ANTI> (2022) - 피처링, 작사